# Glycifohia notabilis
Glycifohia notabilis е вид птица от семейство Meliphagidae.

## Разпространение
Видът е разпространен във Вануату.